# Jeffrey Jey

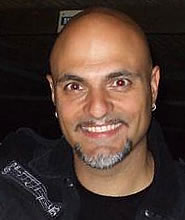
Jeffrey Jey, 2008

Jeffrey Jey (* 5. Januar 1970 in Lentini als Gianfranco Randone) ist ein italienischer Musikproduzent und Sänger. Er ist Gründungsmitglied der Turiner Band Eiffel 65, die im Jahr 1999 weltweit durch das Lied Blue (Da Ba Dee) bekannt wurde.

## Leben
Geboren auf Sizilien verbrachte er den Großteil seiner Kindheit in New York, bis er 1983 mit seinen Eltern wieder zurück nach Italien kehrte. Schon in seiner Jugend interessierte sich Jey für das Arbeiten mit dem Computer und fing an Klavier zu spielen. Bei einem Urlaub in Turin im Jahr 1992 lernte er durch Zufall Massimo Gabutti, den Inhaber des Plattenlabels Blisscorporation, kennen und zog daraufhin in die Stadt, um dort zu arbeiten. Mit Roberto Molinaro bildete er im selben Jahr das Eurodance-Projekt Bliss Team, welches sich in den darauffolgenden Jahren auf dem italienischen Markt und in der Clubszene etablieren konnte.
Mit seinen zwei Arbeitskollegen Maurizio Lobina und Gabry Ponte gründete Jeffrey Jey im Jahr 1998 die Band Eiffel 65. Ihre erste Single Blue (Da Ba Dee) wurde 1999 ein internationaler Hit und erhielt zahlreiche Auszeichnungen. 2005 löste sich die Gruppe auf. Zusammen mit Maurizio Lobina bildete er von 2006 bis 2009 das Elektropop-Duo Bloom 06, ehe sich Eiffel 65 im Jahr 2010 wiedervereinten. 2012 trennte sich Jeffrey Jey von Blisscorporation und veröffentlichte im November beim Label Dance and Love seine Debütsingle Out of Your Arms. Das Projekt Eiffel 65 besteht weiterhin und arbeitet an einem neuen Album.
2015 arbeitete er mit Robin Schulz und Henri PFR zusammen und war Leadsänger ihres Liedes Wave Goodbye.

## Diskografie

### Als Jeffrey Jey

#### Singles
- Out of Your Arms (2012)
- The Color Inside Her (2013)
- Adesso per sempre (2017)
- Sabbia (2017)
- Lega (2018)
- Da quando ci sei te (mit Dino Brown) (2018)
- Settembre (2018)
- Se ci fosse un domani (2019)

### Als Produzent und Autor (Auswahl)

#### Alben
- Eiffel 65 – Europop (1999)
- Eiffel 65 – Contact! (2001)
- Eiffel 65 – Eiffel 65 (2003)
- Bloom 06 – Crash Test 01 (2006)
- Bloom 06 – Crash Test 02 (2008)
- Infranti Muri – Infranti Muri (2011)

#### Singles
- Bliss Team – People Have the Power (1993)
- Bliss Team – Go! (1994)
- Bliss Team – Hold On to Love (1995)
- Bliss Team – You Make Me Cry (1995)
- Bliss Team – Love Is Forever (1996)
- Bliss Team – You Take Me Up (1996)
- Minimal Funk – Groovy Thang (1998)
- db Pure –  Scary Night (2011)
- Blissenobiarella feat. Jeffrey Jey – I’m So Alive (2012)
- Keemeraloop – Before Tomorrow Comes (2012)
- Keemeraloop vs. Tony La Rocca & Valerio M feat. Jeffrey Jey – You Got That Thing (2012)